# Marquein
Marquein település Franciaországban, Aude megyében. Lakosainak száma 80 fő (2022. január 1.). Marquein Fajac-la-Relenque, Saint-Michel-de-Lanès, Salles-sur-l’Hers, Caignac és Gibel községekkel határos.

## Népesség
A település népessége az elmúlt években az alábbi módon változott:
| Lakosok száma | 85   | 42   | 42   | 71   | 76   | 79   | 82   | 83   | 82   | 80   |
|               | 1968 | 1982 | 1990 | 2006 | 2013 | 2015 | 2017 | 2019 | 2020 | 2022 |